# 에밀리 왓슨
에밀리 왓슨(영어: Emily Watson, OBE, 1967년 1월 14일 ~ )은 잉글랜드의 배우이다.
브리스틀 대학교에서 영문학을 전공해 졸업하고, 1992년 로열 셰익스피어 컴퍼니에 입단했다.
《브레이킹 더 웨이브》로 런던 영화 비평가 협회상 등 여러 시상식에서 여우주연상과 신인상을 석권하고 아카데미 여우주연상에 노미네이트되는 등 성공적으로 경력을 시작했다.
《힐러리 앤 재키》에서는 재클린 뒤 프레 역을 맡아 아카데미 여우주연상에 다시 노미네이트되었으며, 영국 독립 영화상 여우주연상과 런던 영화 비평가 협회상 여우주연상을 받았다.
2008년작 《시네도키, 뉴욕》으로는 고섬 독립영화상과 인디펜던트 스피릿 어워드를 받았으며, 2011년작 TV 영화 《Appropriate Adult》로 BAFTA 텔레비전상 여우주연상을 받았다.

## 출연
- 2024년: 이처럼 사소한 것들 (Small Things Like These) - 메리 역
- 2018년: 킹 리어 (King Lear, TV 영화)
- 2018년: 더 해피 프린스 (The Happy Prince)
- 2017년: 체실 비치에서 (On Chesil Beach)
- 2017년: 지니어스 (Genius, 미국 드라마) - 엘사 아인슈타인 역
- 2017년: 몬스터 패밀리 (Monster Family) - 엠마 역
- 2017년: 킹스맨: 골든 서클 (Kingsman: The Golden Circle) - 폭스 역
- 2013년: 정치인의 남편 (The Politician's Husband) - 프레야 가드너 역
- 2012년: 안나 카레니나 (Anna Karenina) - 리디아 역
- 2011년: 워 호스 (War Horse) - 로지 역
- 2010년: 세머터리 정션 (Cemetery Junction) - 미세스 켄드릭 역
- 2009년: 콜드 소울즈 (Cold Souls) - 클레어 역
- 2008년: 반딧불이 정원 (Fireflies in the Garden) - 제인 역
- 2008년: 시네도키, 뉴욕 (Synecdoche, New York) - 타미 역
- 2007년: 워터호스 (The Water Horse: Legend of the Deep) - 앤 역
- 2006년: 미스 포터 (Miss Potter) - 밀리 워른 역
- 2005년: 프로포지션 (The Proposition) - 마샤 역
- 2005년: 세퍼레이트 라이즈 (Separate Lies) - 앤 매닝 역
- 2004년: 백 투 가야 (Boo, Zino & The Snurks / Back To Gaya) - 1 역
- 2002년: 레드 드래곤 (Red Dragon) - 리바 맥클레인 역
- 2002년: 펀치 드렁크 러브 (Punch-Drunk Love) - 레나 레너드 역
- 2002년: 이퀼리브리엄 (Equilibrium) - 메리 역
- 2001년: 고스포드 파크 (Gosford Park) - 엘시 역
- 2000년: 체스왕 루진 (The Luzhin Defense)
- 2000년: 트릭시 (Trixie)
- 1999년: 안젤라스 애쉬스 (Angela's Ashes) - 안젤라 역
- 1998년: 힐러리 앤 재키 (Hilary and Jackie)
- 1997년: 메트로랜드 (Metroland) - 마리온 역
- 1997년: 더 복서 (The Boxer) - 메기 역
- 1996년: 브레이킹 더 웨이브 (Breaking The Waves) - 베스 역

## 서훈
- 2015년 대영 제국 훈장 4등급(OBE) 수훈[1]